# Brigitte Baumann
Brigitte Baumann ( 1957 ) es una botánica alemana, que obtuvo su doctorado en la Universidad de Ginebra en 1987.

## Algunas publicaciones

### Libros
- 1982. European Wild Orchids/Die wildwachsenden Orchideen Europas. Ed. Franckh'sche

- Baumann, b; h.Baumann, s. Baumann-Schleihauf. 2001. Die Kräuterbuchhandschrift des Leonhart Fuchs. Ed. Ulmer. Eugen. 504 pp. ISBN 3-8001-3538-8
- Baumann, H; T Müller. 2003. Farbatlas Geschützte und gefährdete Pflanzen. Sonderausgabe. Ed. Ulmer. Eugen. 316 pp. ISBN 3-8001-3533-7

- La abreviatura «B.Baumann» se emplea para indicar a Brigitte Baumann como autoridad en la descripción y clasificación científica de los vegetales.[2]

A febrero de 2015, se poseen 131 registros IPNI de sus identificaciones y clasificaciones de nuevas especies, todas en la familia Orchidaceae.